# Natura 2000-område nr. 111 Røjle Klint og Kasmose Skov
Natura 2000-område nr. 111 Røjle Klint og Kasmose Skov  består af består af habitatområde H95. Natura 2000-området ligger i Middelfart Kommune, i vandplanoplandene i vandplanopland Vandplan 1.12 Lillebælt/Fyn . Hele området omfatter 178 ha, hvoraf 19 ha ejes af staten.
Røjle Klint og Kasmose Skov ligger på Nordvestfyn ud til Lillebælt og består hovedsagelig af skov og agerjord, men indeholder også flere mindre forekomster af lysåbne habitatnaturtyper. Ved Røjle Klint består kystskrænten af artsrige kalkoverdrev med forekomst af en lang række arter, som er knyttet til kalkoverdrev. Desuden findes der flere forekomster af kilder, og foran klinten er der udviklet et mindre marint forland med strandvolde og rigkær.

## Naturfredning
I alt 94 hektar er fredet af flere omgange, i 1941, 1952 og 1974.

Det åbne overdrev ved Røjle Klint plejes af får og kreaturer, der sørger for at det ikke gror til i krat, men fortsat er et levested for planter med tilknytning til strandoverdrev. Den statsejede Kasmose Skov er ikke fredet, men drives efter naturskovsstrategien. Det betyder i dette tilfælde, at den øverste halvdel af skoven (ud mod kysten) henligger som urørt skov, og at den nederste halvdel er udlagt som græsningsskov, hvor skovens åbne områder også findes. De statsejede områder ved Røjle Klint og Kasmose Skov administreres af Fyns Statsskovdistrikt.

## Eksterne kilder og henvisninger
1. ↑  "Hovedvandopland 1.12 Lillebælt/Fyn" (PDF). Arkiveret fra originalen (PDF) 16. november 2017. Hentet 17. december 2017.
2. ↑  Om fredningen på fredninger.dk

- Naturplanen Arkiveret 21. februar 2021 hos  Wayback Machine
- Basisanalysen 2016-21 Arkiveret 22. april 2021 hos  Wayback Machine
- Kort over området